# Hannu Aravirta
Kari Hannu Juhani Aravirta (* 26. März 1953 in Savonlinna) ist ein ehemaliger finnischer Eishockeyspieler und heutiger -trainer. Zuletzt war er Cheftrainer bei den Pelicans Lahti in der SM-liiga. 

## Karriere
Hannu Aravirta begann seine Karriere als Eishockeyspieler in seiner Heimatstadt in der Nachwuchsabteilung von SaPKo Savonlinna, für dessen Profimannschaft er von 1971 bis 1973 in der zweitklassigen I divisoona aktiv war. Anschließend spielte der Angreifer ein Jahr lang für TuTo Hockey in der SM-sarja, der höchsten finnischen Spielklasse, ehe er für die Saison 1974/75 zu SaPKo Savonlinna in die zweite Liga zurückkehrte. Innerhalb der I divisionna wechselte der Linksschütze 1975 zu Kärpät Oulu. In der Saison 1976/77 stieg er mit seiner neuen Mannschaft in die neue erste finnische Spielklasse, die SM-liiga auf. In dieser verbrachte er die Saison 1977/78. In der Folgezeit spielte er drei Jahre lang im benachbarten Schweden für den Södertälje SK und Kiruna AIF in der damals noch zweitklassigen Division 1. Zuletzt lief er noch einmal von 1981 bis 1984 in der SM-liiga für Kärpät Oulu auf, ehe er im Alter von 31 Jahren seine aktive Karriere beendete. 
1988 begann Aravirta seine Trainerlaufbahn. Zunächst trainierte er bis 1993 fünf Jahre lang den SM-liiga-Teilnehmer JYP Jyväskylä, mit dem er in der Saison 1988/89 erst im Playoff-Finale an TPS Turku scheiterte. Aufgrund dieses Erfolges erhielt er die Kalevi-Numminen-Trophäe als bester Trainer der SM-liiga. Von 1993 bis 1996 stand er beim Spitzenclub Jokerit Helsinki hinter der Bande. Mit Jokerit wurde er in den Spielzeiten 1993/94 und 1995/96 jeweils Finnischer Meister, während er 1995 mit seiner Mannschaft im Playoff-Finale scheiterte. Auf europäischer Ebene gewann er mit Jokerit 1994/95 und 1995/96 zudem jeweils den Europapokal. 
Parallel zu seiner Trainertätigkeit bei Jokerit Helsinki übernahm Aravirta 1992 den Posten als Assistenztrainer der finnischen Nationalmannschaft. Dort arbeitete er zunächst unter seinem Landsmann Pentti Matikainen und von 1993 bis 1997 unter dem Schweden Curt Lindström. In diesem Zeitraum gewann er mit Finnland als Assistenztrainer bei Weltmeisterschaften eine Gold- und eine Silbermedaille sowie bei den Olympischen Winterspielen 1994 in Lillehammer eine Bronzemedaille. Von 1998 bis 2003 war Aravirta als Nachfolger von Lindström selbst Cheftrainer der Nationalmannschaft und führte diese bei Weltmeisterschaften zu drei Silbermedaillen und einer Bronzemedaille. Von 2003 bis 2005 betreute er den HIFK Helsinki in der SM-liiga, in der mit seiner Mannschaft in der Saison 2003/04 den dritten Platz belegte. Parallel stand er bei den Junioren-Weltmeisterschaften 2004 und 2006 für die U20-Junioren-Nationalmannschaft Finnlands hinter der Bande und gewann mit seiner Mannschaft 2004 die Bronzemedaille. 
Von 2006 bis 2009 stand Aravirta bei Pelicans Lahti in der SM-liiga unter Vertrag. Die Saison 2009/10 begann er bei seinem Ex-Club Jokerit Helsinki, wechselte jedoch innerhalb der Spielzeit zu MODO Hockey aus der schwedischen Elitserien und wurde bei Jokerit durch Hannu Jortikka ersetzt. 
Ab Mitte der Saison 2010/11 betreute er den finnischen SM-liiga-Teilnehmer Kärpät Oulu, bei dem er Mikko Haapakoski ablöste. Nach Auslaufen seines Vertrages im Frühjahr 2013 kehrte er als Cheftrainer zu den Pelicans zurück.

## Erfolge und Auszeichnungen
| - 1977 Aufstieg in die SM-liiga mit Kärpät Oulu - 1989 Finnischer Vizemeister mit JYP Jyväskylä - 1989 Kalevi-Numminen-Trophäe - 1992 Finnischer Vizemeister mit JYP Jyväskylä - 1994 Finnischer Meister mit Jokerit Helsinki | - 1994 Europapokal-Gewinn mit Jokerit Helsinki - 1995 Finnischer Vizemeister mit Jokerit Helsinki - 1995 Europapokal-Gewinn mit Jokerit Helsinki - 1996 Finnischer Meister mit Jokerit Helsinki |

### International
| - 1994 Bronzemedaille bei den Olympischen Winterspielen - 1994 Silbermedaille bei der Weltmeisterschaft - 1995 Goldmedaille bei der Weltmeisterschaft - 1998 Bronzemedaille bei den Olympischen Winterspielen - 1998 Silbermedaille bei der Weltmeisterschaft | - 1999 Silbermedaille bei der Weltmeisterschaft - 2000 Bronzemedaille bei der Weltmeisterschaft - 2001 Silbermedaille bei der Weltmeisterschaft - 2004 Bronzemedaille bei der U20-Junioren-Weltmeisterschaft - 2006 Bronzemedaille bei der U20-Junioren-Weltmeisterschaft |